# Jean-Claude Elfassi
 (juin 2017).
Pour les articles homonymes, voir Elfassi.
Jean-Claude Elfassi, né le 19 août 1965, est un journaliste et paparazzo franco-israélien.

## Biographie

### Famille
Jean-Claude Elfassi se définit comme juif non pratiquant.

### Carrière
À partir de 1986, Jean-Claude Elfassi est journaliste reporter d'images pour la chaîne La Cinq. Après la fermeture de cette chaîne, il travaille pour France 2 pendant une dizaine d'années, puis pour la chaîne américaine NBC News.
En 2002, à l'aéroport de Roissy-Charles-de-Gaulle, il photographie pour Paris Match Jean-Marie Messier, l'ex-PDG de Vivendi Universal, et sa famille. Celui-ci lance ses gardes du corps sur le photographe, qui reçoit un coup de tête et est traîné sur cinquante mètres avant l'intervention de la police. Le photographe a été admis aux urgences de l'Hôtel-Dieu à Paris. 
En 2003, le tribunal déclare irrecevable son action contre Pierre Péan pour « atteinte à la présomption d'innocence », lequel l’accuse d’avoir volé les carnets secrets d’Alfred Sirven aux Philippines. Jean-Claude Elfassi porte également plainte pour diffamation,.
En 2009, il fait l'objet d'un portrait dans l'émission 50 minutes inside, qui lui prête quarante couvertures de magazines. La même année, il est lauréable pour le Gérard de « l'invité idiot » mais perd contre Geneviève de Fontenay. Il est également placé en garde à vue après une rixe avec des agents de sécurité d'Endemol.
En 2011, il est élu Macho de l’année par l'association des Chiennes de garde.
En 2012, il affirme avoir une sextape de la chanteuse Adele. L'information est démentie peu après et les avocats de la chanteuse indiquent qu'une plainte pour diffamation va être déposée contre le photographe.  
Le 25 janvier 2013, selon l’AFP, il porte plainte contre Ségolène Royal  qui l’aurait fait expulser de l’île Maurice où il passait des vacances en famille.
Dans l'émission Sept à huit d’avril 2013, Guillaume Canet raconte qu'il a menacé le photographe avec une barre de fer. 
En janvier 2014, il révèle que Dieudonné pourrait être renvoyé de son théâtre parisien. Il est également à l'origine de la publication des mails orageux entre la compagne de Dieudonné, Noémie Montagne, et Alain Soral.
Début 2018, il est accusé d'avoir orchestré l'affaire Jeremstar. En octobre de la même année, il est incarcéré pendant 10 jours à la maison d'arrêt de Bonneville pour avoir refusé de se présenter à des convocations judiciaires,.
Ainsi que le rapporte M, le magazine du Monde, qui le qualifie de « proche de l’extrême droite israélienne », il a été condamné à dix-neuf reprises pour diffamation, et une pour escroquerie (dont il a fait appel).
Il fait aussi part d'une reconversion dans une de ses passions, les animaux et pourrait voter pour le Parti animaliste.